# 納扎爾巴耶夫智力學校
納扎爾巴耶夫智力學校（Назарбаев Зияткерлік мектептері/Nazarbayev Intellectual Schools）是一系列位於哈薩克斯坦為5到18歲優秀學生提供教育的學校。學校以該國總統努尔苏丹·纳扎尔巴耶夫命名，因他大力推動發展國內的智力教育  。每所學校均專注提供一組專業課程：物理科學和數學、化學和生物科學以及外語。學校以哈薩克語、俄語和英語三語授課，並且在高年級全面轉向英語授課。

## 合作
學校由賓夕法尼亞大學教育研究院的教職員協助設立。學校也與劍橋大學教育學系合作設計課程；與劍橋大學考試委員會合作設計評核系統；與荷蘭國家教育測驗發展中心（CiTO）合作設計測驗和測量；與約翰·霍普金斯大學合作選拔資優少年。

## 學校
目前在全國各地有以下22所NIS：
- 阿斯塔納：四所 (NIS阿斯塔納PhM、NIS阿斯塔納（一所國際文憑國際學校）、阿斯塔納國際學校和國家物理數學學校）
- 塞米伊：一所(NIS塞米伊PhM)
- 科克舍套：一所(NIS科克舍套PhM)
- 塔爾迪庫爾干：一所(NIS塔爾迪庫爾干PhM)
- 烏拉爾斯克：一所(NIS烏拉爾斯克PhM)
- 厄斯克門：一所(NIS厄斯克門PhM)
- 阿克托比：一所(NIS阿克托比PhM)
- 卡拉干達：一所(NIS卡拉干達ChB)
- 奇姆肯特：兩所(NIS奇姆肯特PhM和NIS奇姆肯特ChB)
- 塔拉茲：一所(NIS塔拉茲PhM)
- 克孜勒奧爾達：一所(NIS克孜勒奧爾達ChB)
- 巴甫洛達爾：一所(NIS巴甫洛達爾ChB)
- 阿特勞：一所(NIS阿特勞ChB)
- 阿拉木圖：兩所(NIS阿特勞PhM和NIS阿特勞ChB)
- 庫斯塔奈：一所(NIS庫斯塔奈PhM)
- 彼得巴甫洛夫斯克：一所(NIS彼得巴甫洛夫斯克ChB)
- 阿克套：一所(NIS阿克套ChB)[1]

## 會議
NIS國際會議是中亞最大型的教育會議之一，也是除高等教育以外最大的，每年大約吸引1000名參加者。過去曾參與並發表演講的學者包括Colleen McLaughlin、 Patrick Griffin、Fred Genesee、William Schmidt、Richard Phelps、Miho Taguma、David Bridges和John Elliott。

## 批評
學校系統被批評為只集中資源在最優秀、聰明的學生，從而忽略其他大部分學生人口的水平。

## 外部連結
- 官方網站 （页面存档备份，存于）
- NIS會議網站 （页面存档备份，存于）
- NIS研究 （页面存档备份，存于）